# Ladrillo de tejar
En la construcción, el ladrillo de tejar, de rejal o manual, es un tipo de ladrillo tosco de fabricación tradicional. Suelen tener un tamaño aproximado pero no igual unos a otros. Su apariencia es tosca, con rugosidades en sus caras siendo no muy planas. Su uso está muy generalizado en las rehabilitaciones de edificios, puesto que fue un material muy empleado durante siglos en la arquitectura popular.
Los ladrillos de tejar también son llamados de "rejal" por estar cocidos en rejales, que era la forma de colocarlos (en pilas) para proceder a su cocción. La calidad del ladrillo venía dada por la situación de este en el rejal en el momento de realizarse la cocción.
La clasificación de menos cocido a más cocido y en consecuencia de menor a mayor calidad era: porteros, pardos, pintones, recochos, escafilados y santos. Los más apreciados eran los recochos, los escafilados se empleaban en arquetas, los porteros no tenían utilidad ya que estaban poco o nada cocidos en algunos casos simplemente secos, los santos estaban retorcidos, negros y quemados con exceso de cocción.